# Oxaalzuuranhydride
Oxaalzuuranhydride, ook wel ethaandiocanhydride of oxiraandion genoemd, is een hypothetische organische verbinding met de formule {\displaystyle {\ce {C2O3}}}, die theoretisch bestudeerd zijn. Het kan beschouwd worden als het anhydride van oxaalzuur of als het tweevoudige keton van etheenoxide. Het is een oxide van koolstof (een koolstofoxide).
Deze, op het oog, eenvoudige verbinding is echter nog nooit waargenomen (2009). In 1998 is de synthese van 1,4-dioxaantetraketon, {\displaystyle {\ce {C4O6}}}, wel geclaimd. Deze stof kan gezien worden als het cyclische dimeer van oxaalzuuranhydride.
De stof is voorgesteld als intermediair in de thermische ontleding van bepaalde oxalaten en van een aantal chemoluminescentiereacties van oxalylchlorides.